# Анелия Нунева
Анелия Нунева-Вечерникова е бивша българска спринтьорка, която се състезава най-вече на 100 метра, а също и на 60 и 200 метра.

От 1982 до 1994 г. е в световния елит на 100 и 200 метра в леката атлетика и я наричат Бялата негърка. Най-добрата спринтьорка на България години наред. Състезателка на „Левски“ (София). Големите ѝ успехи са:

- Сребърни медали на 60 м – през 1984 г. от Европейското първенство на закрито в Гьотеборг, през 1987 г. в зала на Световното първенство в Индианаполис (САЩ) и на Европейското във Франция, през 1992 на Европейското първенство в Генуа, Европейското първенство в зала в Лиевен, Франция (1987); през 1986 г. на Европейското първенство в Щутгарт – на 100 метра и 4 х 100 м.
- Бронзов медал с щафетата 4 х 100 м през 1994 г. на Европейското първенство в Хелзинки.
- Неподобрен републикански рекорд на 200 м – 22,01 сек. от 1987 г.

Става шампионка в „Медисън Скуеър Гардън“ на 55 ярда. Тогава има предложение да остане в САЩ и да се състезава за местен клуб, но отказва.

## Ранна биография
Анелия Нунева е родена на 30 юни 1962 г. в град Бяла (Област Русе), България. Баща ѝ, Дулчо Нунев, е бивш треньор по футбол на местния отбор „Бенковски“. Въпреки това родителите наблягат на обучението ѝ, за тях това е най-важно. Не искат и да чуят, че Анелия може да отиде в друг град, за да тренира и прави кариера. Затова тя изпуска 5 – 6 години професионална подготовка. Като ученичка в СПУ „Панайот Волов“, Бяла е освободена от часовете по физкултура. Има изкривяване на гръбначния стълб. Занимава се с различни спортове, но на училищно ниво. Започва да тренира лека атлетика професионално прекалено късно, едва на 18 години. Няколко месеца след началото на кариерата си поставя първите национални рекорди. Но не е тренирана, форсира всичко изведнъж, бяга почти права без достатъчна техника и постига успехи благодарение на таланта си.

## Участие на Олимпиади
През 1984 г. участва на турнира „Дружба“ в Москва, който заменя бойкотираната Олимпиада в Лос Анджелис. Печели един златен и два сребърни медала, за които е наградена от държавата с 3 леки коли – една „Волга“ и две „Лади“. След години обаче не признават постиженията на медалистите, когато се определят олимпийските пенсии.
Нунева участва във финала на 2 Олимпиади на 100 метра: в Сеул`88 остава осма след контузия, а в Барселона`92 е шеста.

За летните олимпийски игри през 1988 г. в Сеул се подготвя в Япония, на 100 м постига времена в рамките на 10,6 – 10,7 секунди.

В сериите, четвъртфиналите и полуфиналите бяга като на шега, нарочно спира в последните метри, за да се пази за финала. В първа осминафинална серия тя побеждава с 11,09 с. Отново печели в четвъртия четвъртфинал с 10,96 с. и то над Гуен Торънс (САЩ) и Грейс Джексън (Ямайка). В първия полуфинал е втора с 11,00 с., само на 1 стотна от секундата след Евелин Ашфорд (САЩ). Началото на финала на 100 м се повтаря заради фалстарт. Анелия стартира сред първите четири, редом с фаворитката Флорънс Грифит-Джойнър. Тя успява да се измъкне напред и оспорва Грифит-Джойнър до около седемдесет метра, когато внезапно се превива поради скъсване на мускулни влакна. Прикляка заради високата скорост и финишира на последно място с 11,49 с., ранена и почти на един крак. След това специалистите измерват, че ако не се е случила контузията, времето ѝ е щяло да бъде от порядъка на 10,62 секунди, т.е. сигурен сребърен медал, който Ашфорд взема с 10,83 с. Грифит – Джойнър печели титлата с 10,54 секунди.

Нунева отново стига до олимпийския финал на 100 м през 1992 г. в Барселона, като финишира на шесто място с 11,09 секунди.

## Лични рекорди
- 50 метра – 6,12 сек. (1988) – актуален републикански рекорд
- 60 метра – 7,03 сек. (1987) – актуален републикански рекорд
- 100 метра – 10,85 сек. (1988)
- 200 метра – 22,01 сек. (1987) – актуален републикански рекорд

## След спорта
Съпругът на Анелия Нунева-Вечерникова спечелва зелена карта и заминава в САЩ, после синът им (род. 1990), а през 2003 г. и тя. Голяма част от времето си Анелия прекарва в САЩ, за няколко месеца си идва и в България. Живее в София, в апартамент в кв. Овча купел, награда за спортните ѝ постижения.